# Il servo ungherese
Il servo ungherese è un film del 2004 diretto da Giorgio Molteni e Massimo Piesco.

## Trama
Germania, durante la seconda guerra mondiale lo Sturmbannführer August Dailermann viene comandato a dirigere un campo di sterminio camuffato da fabbrica e vi si trasferisce insieme alla moglie Franziska ma la vita monotona del luogo isolato sembrerebbe fare entrare in crisi il loro matrimonio.
Franziska, una giovane donna con interesse nelle arti, mal sopporta quella vita ed il marito, allo scopo di alleviarne la noia, le mette a servizio Miklós, un deportato ungherese con funzioni di servo dotato di una vasta cultura, sia nel campo delle lettere che della pittura. Il prigioniero contribuisce a fare conoscere alla donna la cosiddetta "arte degenerata", ossia quella bandita dal Reich ma, contemporaneamente, la porta a conoscenza del vero scopo della struttura.
Franziska non è la sola a subire l'influsso di Miklós ed anche Dailermann ne viene condizionato, al punto di riconsiderare lo scopo del suo compito ed a richiedere il trasferimento al fronte orientale ma, una volta ottenutolo, il comando del campo viene assunto dall'Hauptsturmführer Tross, uno spietato nazista, che manderà a morte Miklós e gli altri artisti, tra i quali alcuni pittori che avevano ritratto Franziska, mentre lei, ansiosa di tornare alla vita spensierata di Berlino, si mostrerà indifferente alla sua sorte.

## Critica
Il film è stato accolto dalla critica con 4.1/5 da Comingsoon.it (basato su 12 voti), 4.8/10 da FilmTv.it (basato su 12 voti),6.4/10 da IMDb.com (basato su 30 voti),1.8/5 da MYmovies.it (basato su 11 recensioni).

## Curiosità
Il lungometraggio è stato sostenuto grazie al contributo del ministero per le attività e i beni culturali e del turismo.
L'allora presidente del consiglio italiano, Silvio Berlusconi, propose il nome del politico tedesco Martin Schulz per coprire il ruolo del kapo'. Sfortunatamente il film era già in fase di montaggio e non fu possibile intervenire. A causa di questo malinteso, la carriera cinematografica di Schulz subì un brusco arresto.